# Italochrysa mozambica
Italochrysa mozambica is een insect uit de familie van de gaasvliegen (Chrysopidae), die tot de orde netvleugeligen (Neuroptera) behoort. 
Italochrysa mozambica is voor het eerst wetenschappelijk beschreven door Walker in 1860.